# Michael Baron

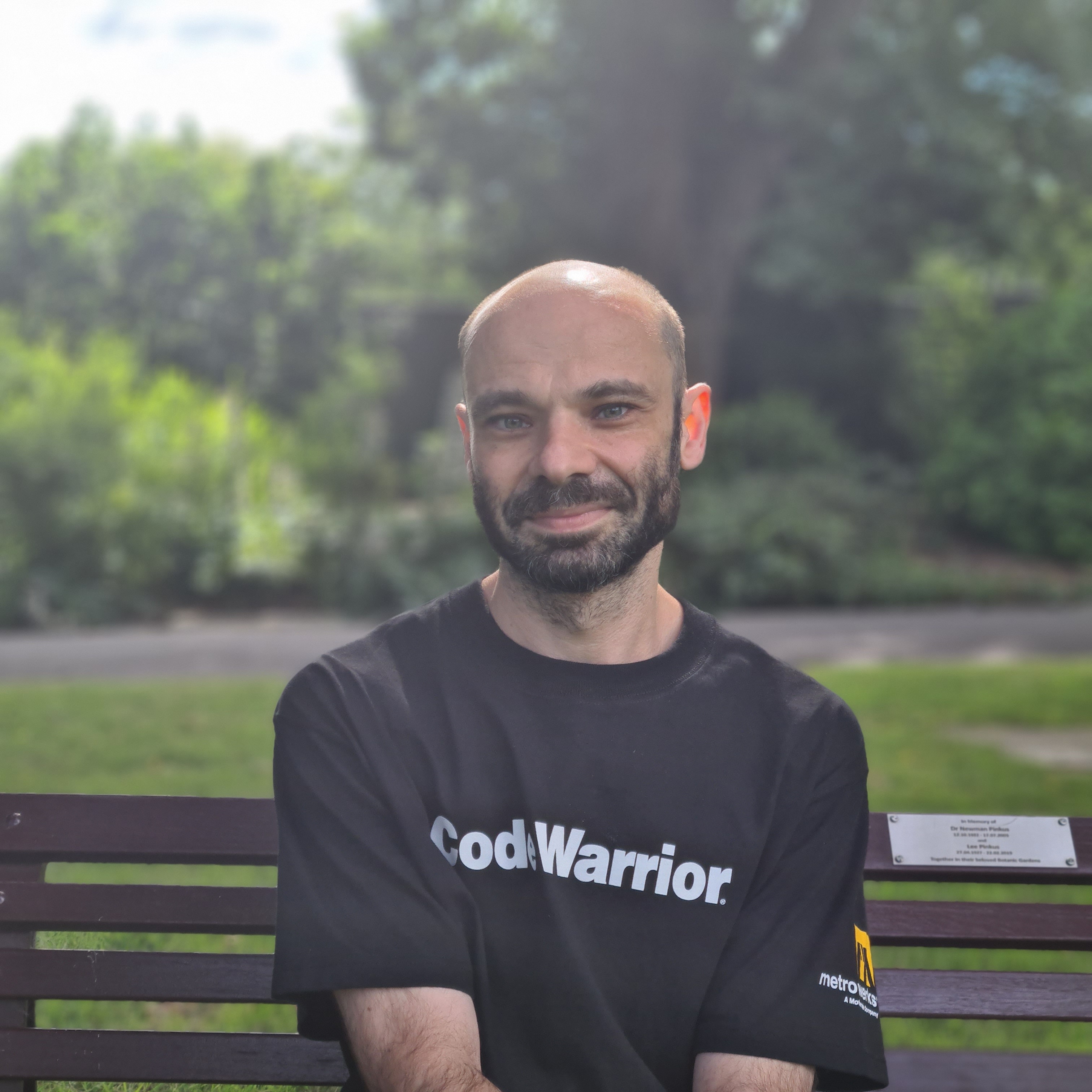
PGS. TS. Michael Baron, 2021.

Phó giáo sư - tiến sĩ (Associate Professor - Dr.) Michael Baron, sinh ngày 21 tháng 3 năm 1976 tại Moscow, Nga, là một cựu thần đồng và một nhà văn, nhà giáo dục và tham vấn kinh doanh người Úc. Năm 1991 (ở tuổi 15), ông đã dịch quyển sách '' Charlie and the Chocolate Factory '' (R. Dahl) sang tiếng Nga (hơn 200.000 bản được bán ra tại Nga) và vào năm 1995, Baron tốt nghiệp Đại học Melbourne với chuyên ngành Chính trị, trở thành một trong những sinh viên tốt nghiệp đại học trẻ nhất ở Úc của thập kỷ đó. Michael trở lại nghiên cứu để hoàn tất bằng Thạc sĩ Đào tạo và Phát triển của Đại học Edith Cowan và bằng Tiến sĩ Marketing truyền thông từ Đại học Curtin (năm 2008).
Michael Baron viết chủ yếu về các chủ đề liên quan đến kinh doanh, giáo dục đại học và Chính trị và bài báo của ông đã được xuất bản không chỉ ở Úc mà còn ở Singapore, Trung Quốc, Nga, Đức và Anh. Luận án tiến sĩ của ông được lựa chọn để công bố như một chuyên đề học thuật hiện đang được sử dụng như một số trường Đại học của Úc và quốc tế. Ông cũng là giảng viên chuyên ngành MBA và MIS tại một số trường Đại học hàng đầu Úc. Trong năm 2013, Michael đã được bình chọn bởi sinh viên của Đại học Charles Sturt là Giảng viên xuất sắc nhất, suýt nằm trong danh sách Top 10 Giảng viên Úc.